# Жозе Мануел Барозо
Жозе Мануел Дурао Барозо (на португалски: José Manuel Durão Barroso, [ʒuˈzɛ mɐnuˈɛɫ duˈɾɐ̃w bɐˈʁozu], р. 23 март 1956) е португалски и ЕС политик.
Той е председател на Европейската комисия от 22 ноември 2004 до 31 октомври 2014 г., както и министър-председател (6 април 2002 – 29 юни 2004) и министър на външните работи (1992 – 1995) на Португалия.
На 16 септември 2009 г. в Страсбург Европейският парламент преизбира Барозо за втори 5-годишен мандат. От общо 718-те депутати, участвали в гласуването, той е подкрепен от 382 евродепутати, при 219 „против“, и 117 „въздържал се“. Съгласно действащия Договор от Ница кандидатът се нуждае от обикновено мнозинство, за да бъде преизбран.
| „ | „Като председател на Комисията моята партия ще бъде Европа. За мен това е силен сигнал, че Европейският парламент одобрява програмата ми за Комисията през следващите 5 години. Ще работя тясно с всички политически групи в парламента, които споделят моите виждания за развитието на Евросъюза“, посочва Барозо след гласуването. | “ |